# Шайбах – Абкайк
Шайбах – Абкайк – саудійський трубопровід, який транспортує суміш зріджених вуглеводневих газів (ЗВГ) для подальшого розділення.
У 2015 році на сході Саудівської Аравії запустили газопереробний завод Шайбах, що продукує фракцію С2+. Її видача відбувається за допомогою трубопроводу SHBABNGL-1 (Shaybah Abqaiq Natural Gas Liquids-1) довжиною 633 км та діаметром 900 мм, який в районі Абкайк під'єднується до трубопровідного коридору Гавія – Джуайма. 
Пропускна здатність SHBABNGL-1 становить 228 тисяч барелів на добу.